# Liste des décorations militaires
La liste des décorations militaires regroupe les distinctions militaires décernées par les différents États du monde.
Les ordres et médailles ci-dessous sont classées par ordre de préséance.

## Argentine
Ordres militaires
- Ordre du Libérateur Général San Martín (Orden del Libertador General San Martín)
- Ordre de Mai (Orden de Mayo)
- Ordre du service distingué (en) (Orden a los Servicios Distinguidos)

Décorations militaires
- Croix de la nation argentine pour la valeur héroïque au combat (en) (Cruz La Nación Argentina al Heróico Valor en Combate)
- Médaille de la nation argentine pour la valeur au combat (en) (Medalla La Nación Argentina al Valor en Combate)
- Médaille de la nation argentine pour les morts au combat (Medalla La Nación Argentina al Muerto en Combate)
- Médaille pour la campagne des Maldives 1982 (Medalla "El Honorable Congreso a los Combatientes en Malvinas")
- Médaille de la nation argentine pour les blessés au combat (Medalla La Nación Argentina al Herido en Combate)
- Médaille de l'Armée argentine pour le mérite militaire (en) (Medalla El Ejército Argentino al Merito Militar)
- Médaille de l'Armée argentine pour l'effort et l'abnégation (en) (Medalla El Ejército Argentino al Esfuerzo y Abnegación)
- Médaille de l'Armée argentine pour les blessés au combat (Medalla El Ejército Argentino al Herido en Combate)

## Australie
Ordres militaires
- Ordre d'Australie (Order of Australia)

Décorations militaires
- Croix de Victoria australienne (Victoria Cross)
- Étoile de la Bravoure (en) (Star of Gallantry)
- Médaille pour la Bravoure (en) (Medal for Gallantry)
- Éloge pour la Bravoure (en) (Commendation for Gallantry)
- Distinguished Service Cross (en)
- Distinguished Service Medal (en)
- Commendation for Distinguished Service (en)
- Conspicuous Service Cross (en)
- Conspicuous Service Medal (en)
- Nursing Service Cross (en)

## États-Unis
Décorations personnelles: 
- Medal of Honor
- Army Distinguished Service Cross
- Navy Cross
- Air Force Cross
- Defense Distinguished Service Medal
- Homeland Security Distinguished Service Medal
- Distinguished Service Medal (Army)
- Navy Distinguished Service Medal
- Air Force Distinguished Service Medal
- Coast Guard Distinguished Service Medal
- Silver Star décernée pour "Courage en opérations"
- Defense Superior Service Medal
- Legion of Merit
- Distinguished Flying Cross
- Soldier's Medal
- Navy and Marine Corps Medal
- Airman's Medal
- Coast Guard Medal
- Gold Lifesaving Medal
- Bronze Star Medal
- Purple Heart
- Defense Meritorious Service Medal
- Meritorious Service Medal
- Air Medal
- Silver Lifesaving Medal
- Aerial Achievement Medal
- Joint Service Commendation Medal
- Army Commendation Medal
- Navy & Marine Corps Commendation Medal
- Air Force Commendation Medal
- Coast Guard Commendation Medal
- Joint Service Achievement Medal
- Army Achievement Medal
- Navy & Marine Corps Achievement Medal
- Air Force Achievement Medal
- Coast Guard Achievement Medal
- Commandant's Letter of Commendation (en)
- Navy & Marine Corps Combat Action Ribbon
- Coast Guard Combat Action Ribbon
- Air Force Combat Action Medal

Récompenses d'unités:
- Army & Air Force Presidential Unit Citation
- Navy & Marine Corps Presidential Unit Citation
- Coast Guard Presidential Unit Citation
- Joint Meritorious Unit Award
- Army Valorous Unit Award
- Navy Unit Commendation
- Air Force Gallant Unit Citation
- Coast Guard Unit Commendation
- Army Meritorious Unit Commendation
- Navy Meritorious Unit Commendation
- Air Force Meritorious Unit Award
- Coast Guard Meritorious Unit Commendation
- Army Superior Unit Award
- Air Force Outstanding Unit Award
- Coast Guard Meritorious Team Commendation
- Navy "E" Ribbon
- Air Force Organizational Excellence Award
- Coast Guard "E" Ribbon

Récompenses de service:
- Prisoner of War Medal
- Combat Readiness Medal
- Army Good Conduct Medal
- Navy Good Conduct Medal
- Air Force Good Conduct Medal
- Marine Corps Good Conduct Medal
- Coast Guard Good Conduct Medal
- Army Reserve Components Achievement Medal
- Naval Reserve Meritorious Service Medal
- Air Reserve Forces Meritorious Service Medal
- Selected Marine Corps Reserve Medal
- Coast Guard Reserve Good Conduct Medal
- Navy Expeditionary Medal
- Marine Corps Expeditionary Medal
- Outstanding Airman of the Year Ribbon
- Air Force Recognition Ribbon

Médailles de campagnes:
- National Defense Service Medal
- Korean Service Medal
- Antarctica Service Medal
- Coast Guard Arctic Service Medal
- Armed Forces Expeditionary Medal
- Vietnam Service Medal
- Southwest Asia Service Medal
- Kosovo Campaign Medal
- Afghanistan Campaign Medal
- Iraq Campaign Medal
- Global War on Terrorism Expeditionary Medal
- Global War on Terrorism Service Medal
- Korea Defense Service Medal
- Armed Forces Service Medal
- Humanitarian Service Medal
- Outstanding Volunteer Service Medal
- Air and Space Campaign Medal

Récompenses d'entrainement et de service ordinaire:
- Army Sea Duty Ribbon
- Army Overseas Service Ribbon
- Army Reserve Overseas Training Ribbon
- Navy Sea Service Deployment Ribbon
- Air Force Overseas Short Tour Service Ribbon
- Coast Guard Special Operations Service Ribbon
- Navy Arctic Service Ribbon
- Coast Guard Sea Service Ribbon
- Naval Reserve Sea Service Ribbon
- Air Force Overseas Long Tour Service Ribbon
- Coast Guard Restricted Duty Ribbon
- Navy & Marine Corps Overseas Service Ribbon
- Coast Guard Overseas Service Ribbon
- Air Force Expeditionary Service Ribbon
- Air Force Expeditionary Service Ribbon (with gold border)
- Air Force Longevity Service Award
- Navy Recruiting Service Ribbon
- Air Force Recruiter Ribbon
- Marine Corps Recruiting Ribbon
- Coast Guard Recruiting Service Ribbon
- Air Force Military Training Instructor Ribbon
- Navy Recruit Training Service Ribbon
- Marine Corps Drill Instructor Ribbon
- Navy Ceremonial Guard Ribbon
- Marine Corps Security Guard Ribbon
- Armed Forces Reserve Medal
- Army NCO Professional Development Ribbon
- Air Force NCO PME Graduate Ribbon
- Army Service Ribbon
- Air Force Honor Graduate Ribbon
- Coast Guard Honor Graduate Ribbon
- Air Force Training Ribbon

Récompenses d'adresse au tir:
- Navy Expert Rifleman Medal
- Coast Guard Expert Rifle Medal
- Navy Rifle Marksmanship Ribbon
- Coast Guard Rifle Marksmanship Ribbon
- Air Force Small Arms Expert Marksmanship Ribbon
- Expert Pistol Shot Medal
- Guard Expert Pistol Medal
- Navy Pistol Marksmanship Ribbon
- Coast Guard Pistol Marksmanship Ribbon

## France
- Ordre national de la Légion d'honneur
- Ordre de la Libération
- Médaille militaire
- Ordre national du Mérite
- Croix de guerre 1914-1918
- Croix de guerre 1939-1945
- Croix de guerre des Théâtres d'opérations extérieurs
- Croix de la valeur militaire
- Médaille de la Gendarmerie nationale
- Médaille de la résistance
- Ordre du Mérite maritime
- Croix du combattant volontaire 1914-1918
- Croix du combattant volontaire 1939-1945
- Croix du combattant volontaire
- Croix du combattant volontaire de la Résistance
- Médaille de l'aéronautique
- Croix du combattant
- Médaille de la reconnaissance française
- Médaille d'Outre-Mer
- Médaille de la Défense nationale échelon or pour citation sans croix
- Médaille de la Défense nationale
- Médaille des services militaires volontaires
- Médaille d'Afrique du nord
- Médaille de reconnaissance de la Nation
- Médaille d'honneur du service de santé des armées
- Médaille commémorative française
- Insigne des blessés militaires
- Médaille des évadés
- Médaille de la jeunesse et des sports

## Pays-Bas
- Croix du Souvenir de guerre

## Tchécoslovaquie
- Croix de guerre 1918
- Croix de guerre 1939-1945